# تسوديلو
تسوديلو هي إحدى مواقع التراث العالمي لليونسكو التي تقع في شمال غرب بوتسوانا. أدرجت في قائمة التراث العالمي عام 2001؛ نظرًا لأهميتها من الناحية الدينية والروحية للشعوب المحلية، فضلًا عن كونها سجلًا فريدًا للمستوطنات البشرية في المنطقة على مدى آلاف السنين.
كما تحتوي على أكثر من 4500 رسم على الصخر في منطقة بمساحة 10 كيلومتر مربع تقريبًا، في صحراء كالهاري.

## جغرافيا
فيها أربع تلال رئيسية يبلغ ارتفاع أعلاها 1400 مترًا فوق مستوى البحر، وهي أعلى نقطة في بوتسوانا. يسمى أعلى تل فيها باسم "الذكر" بينما يسمى آخر بـ "الأنثى" وغيره بـ "الطفل"، أما التل الأخير فهو غير مسمى.
كما يوجد مخيم يقع بين أعلى التلين ويحوي أماكن للاستحمام والمراحيض. وهو قرب أشهر معلم رسومي. ويمكن الوصول إلى التلال عبر طريق ترابي مسوّى بشكل جيد يبعد نحو 40 كيلومترًا عن شاكاوا، كما يضم المخيم أيضًا متحفًا صغيرًا، إضافةً إلى وجود مهبطٍ للطائرات.

## أهميتها الثقافية

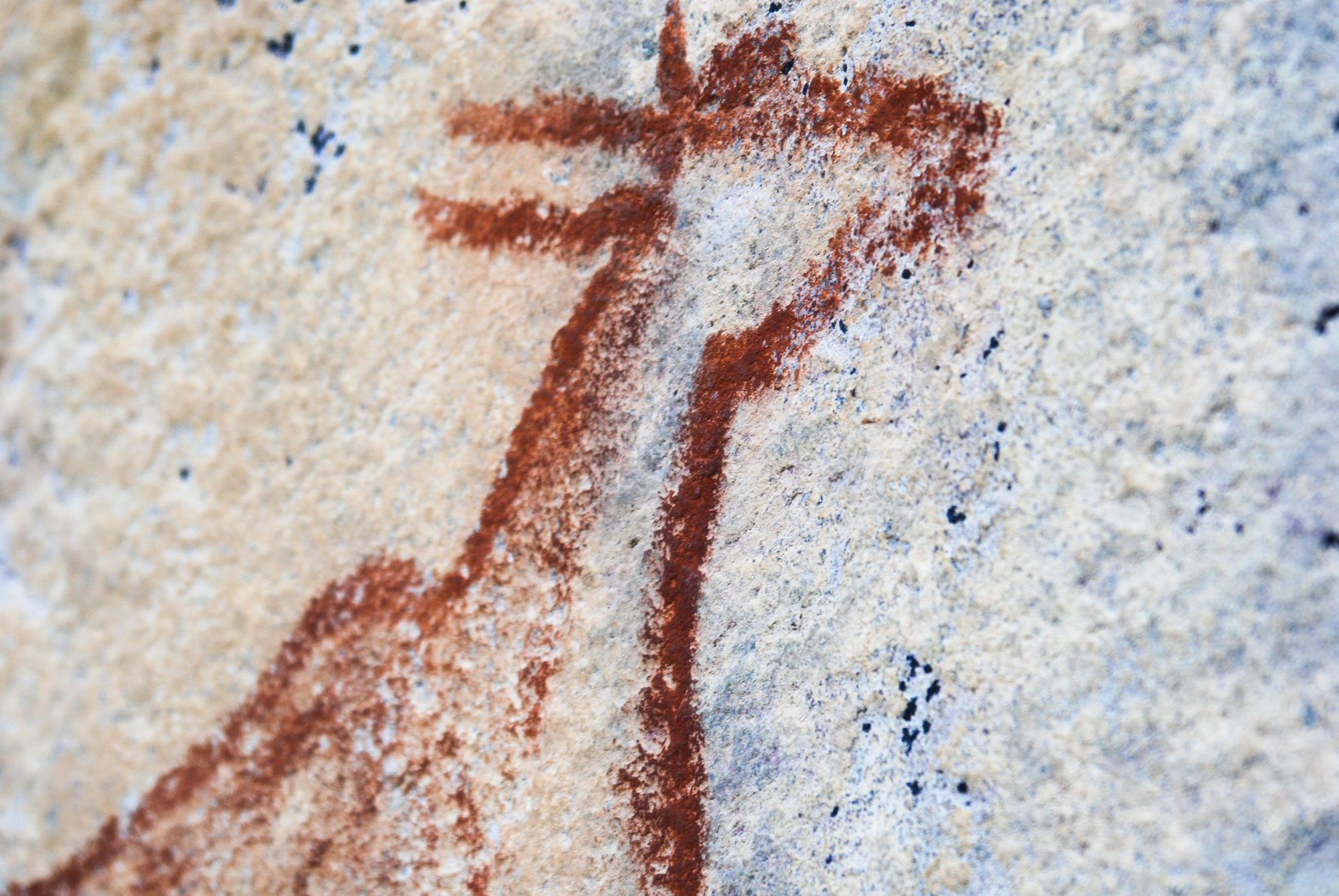
لوحة فنية صخرية من تسوديلو

تعتبر هذه التلال على جانب كبير من الأهمية الثقافية والروحية لشعوب بوشمن القاطنة في كالهاري. حيث يعتقدون من أن التلال هي مكان لراحة أرواح المتوفين. وستسبب هذه الأرواح سوء الحظ. وسوء الحظ يطارد أي شخص أو يتسبب بموته بالقرب من التلال. وتعتقد هذه الشعوب من أن هذه التلال كانت أول موقع في الكون. رسمت هذه الشعوب أكثر من 4500 رسمًا على الصخر، مما يجعلها واحدة من أهم المواقع المرتبطة بتاريخ الفن في العالم. وقد رسم معظم هذه اللوحات شعوب بوشمن على الرغم من أن هناك عدد قليل من رسوم البانتو الذين يمتلكون نمط مختلف، ولا يعرف بالضبط عمر هذه الرسومات و لكن يعتقد البعض أن عمرها أكثر من 20000 سنة. و تحتوي التلال أيضا على 500 موقع فردي والذي يمثل مسكن للإنسان على مدار آلاف السنين.

## معرض صور

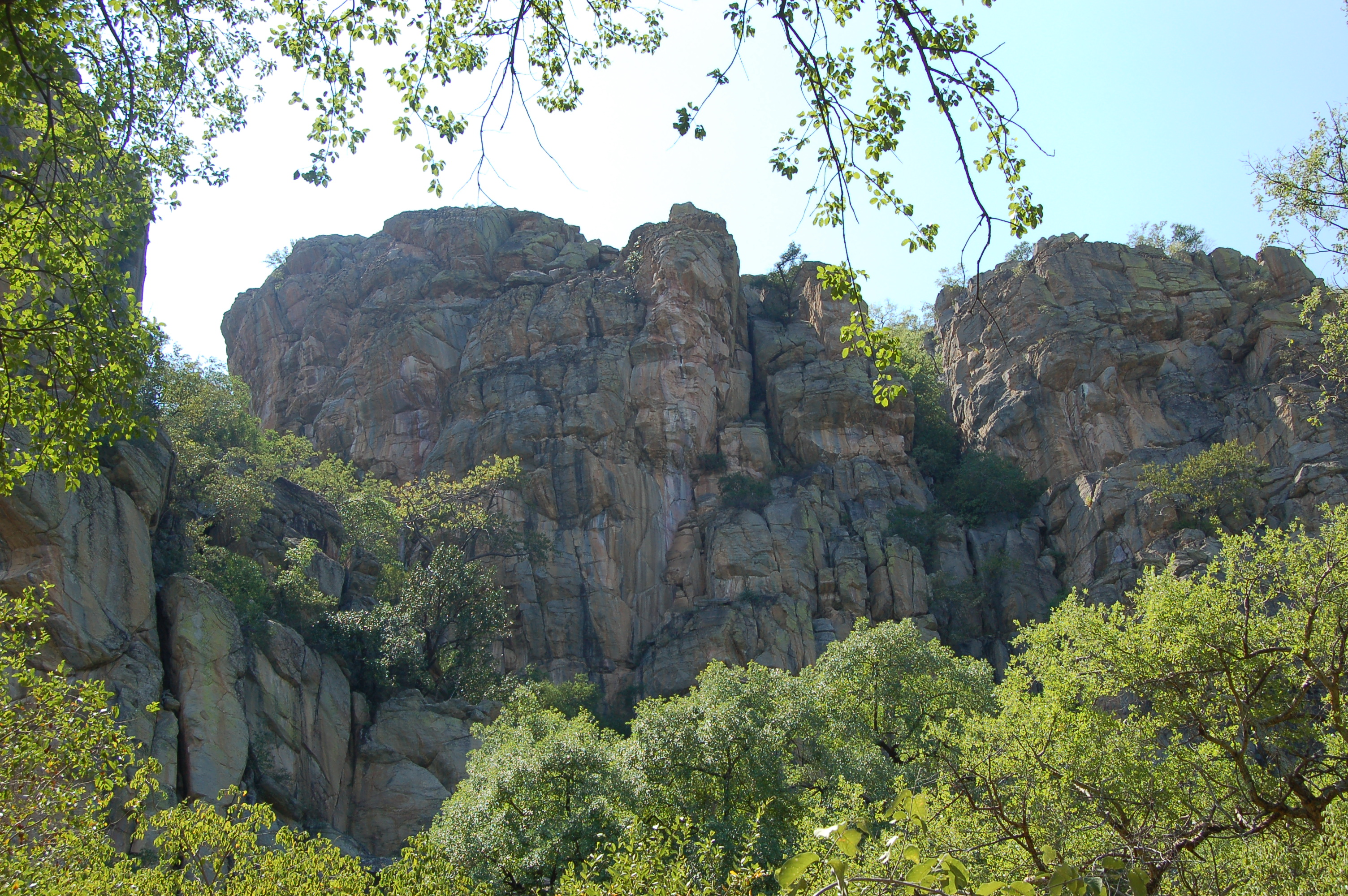
تلال تسوديلو
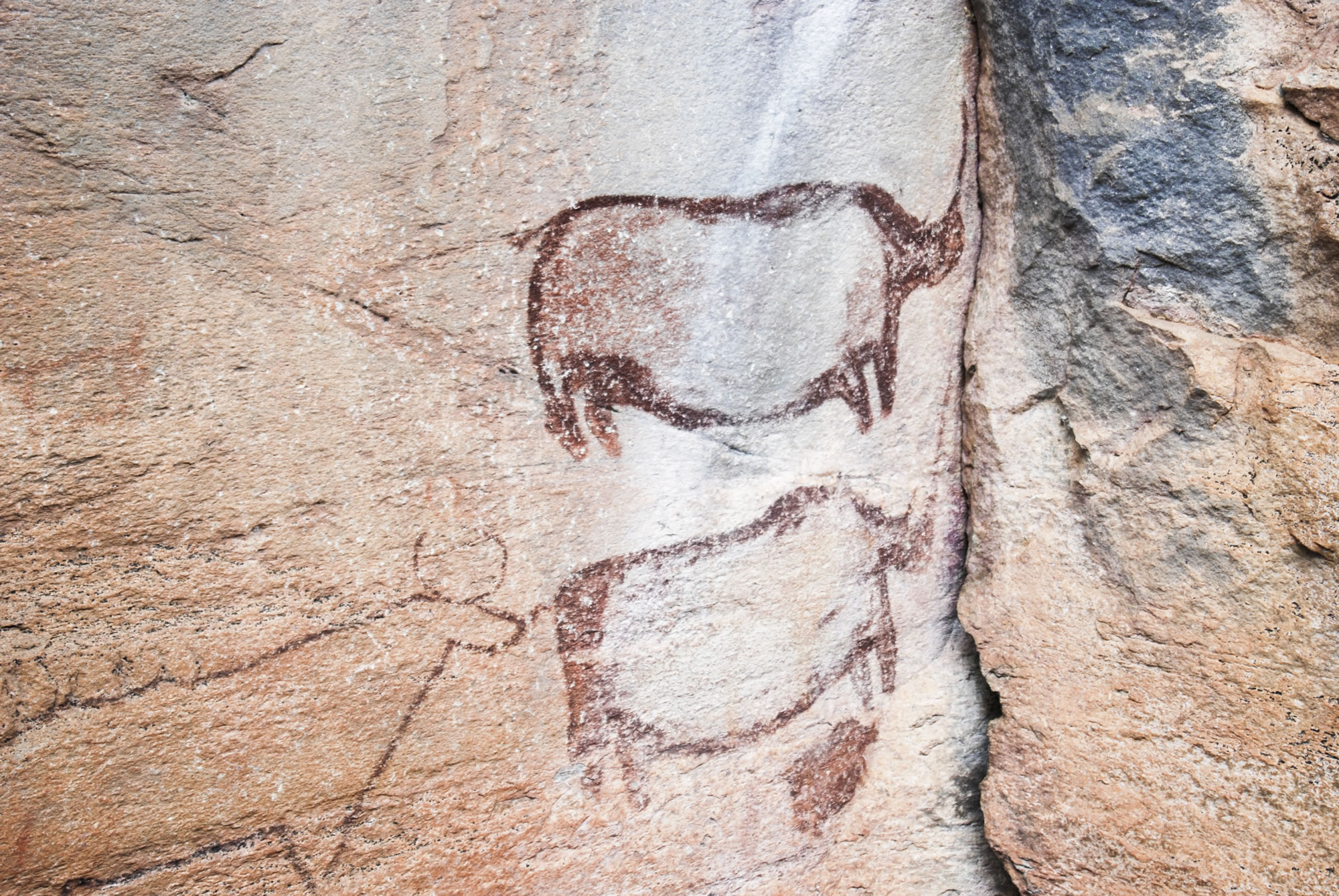
نقش لاثنين من حيوان وحيد القرن
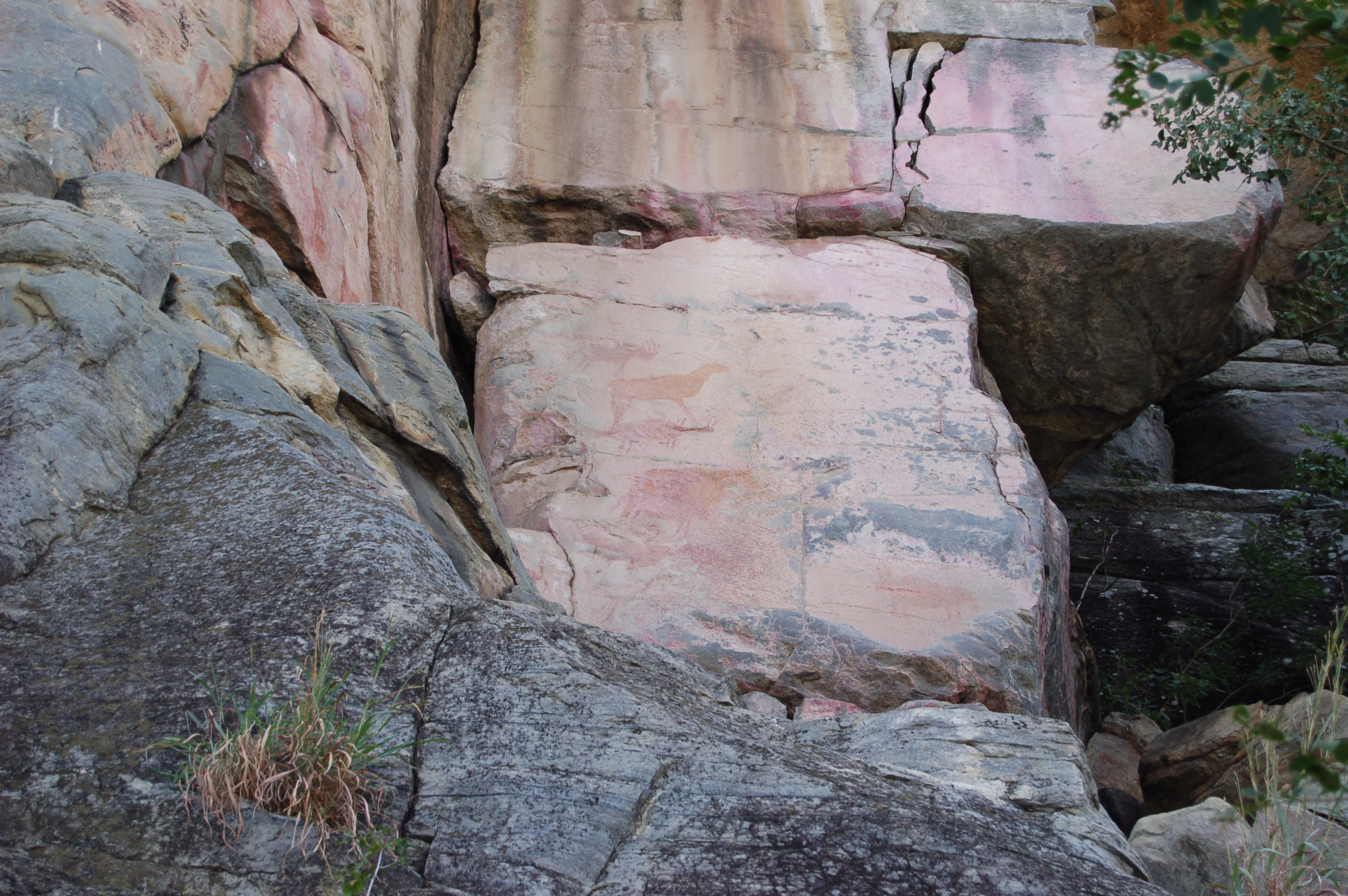
صخور ملونة
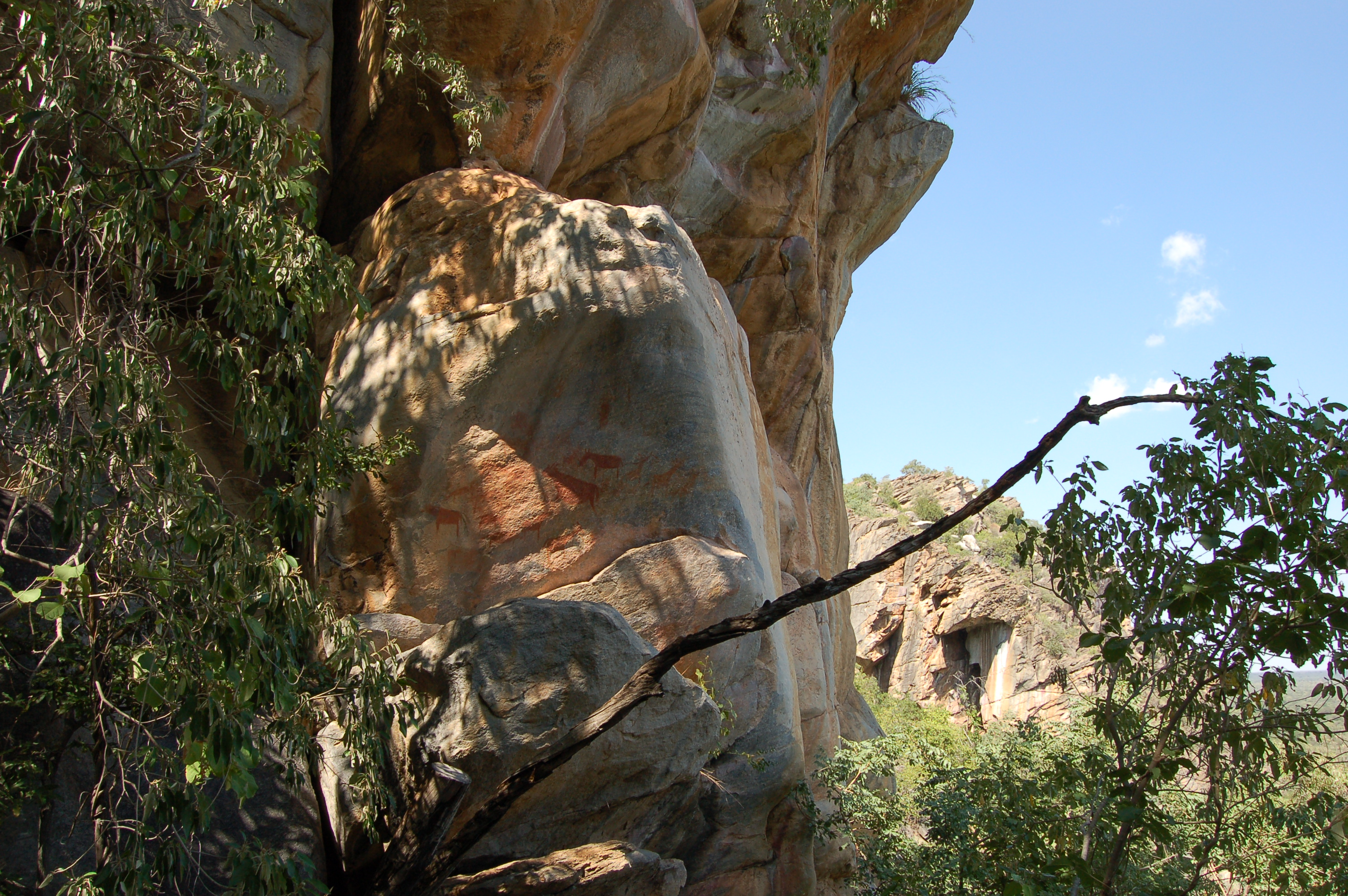
تلال تسوديلو، بوتسوانا
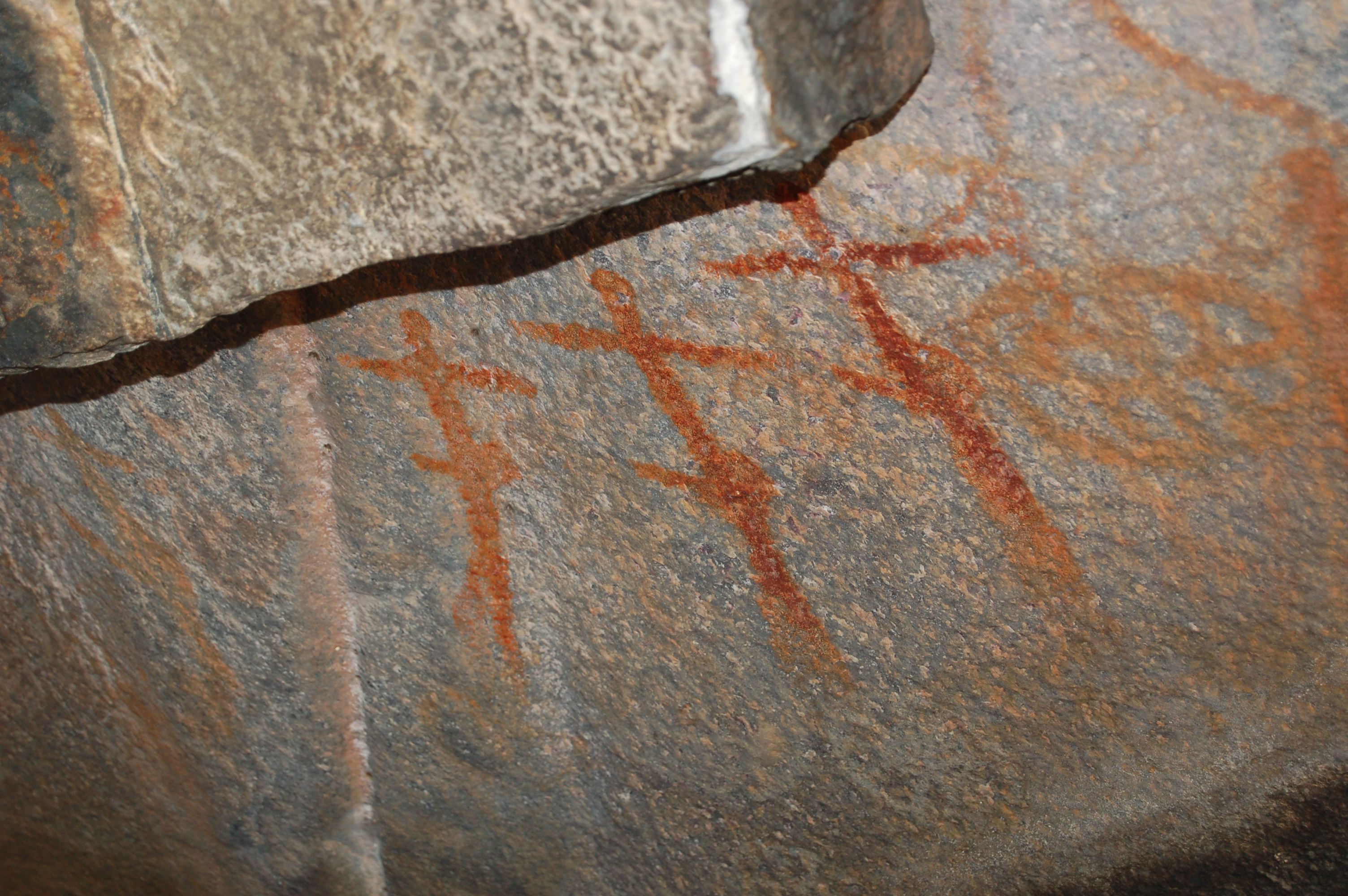
تلال تسوديلو، بوتسوانا